# Facheiroa squamosa
Facheiroa squamosa ist eine Pflanzenart in der Gattung Facheiroa aus der Familie der Kakteengewächse (Cactaceae). Das Artepitheton squamosa stammt aus dem Lateinischen, bedeutet ‚beschuppt‘ und verweist auf die beschuppten Blüten der Art.

## Beschreibung
Facheiroa squamosa wächst baumförmig mit einem meist auffälligen Stamm und erreicht Wuchshöhen von 2,5 bis 8 Metern. Die grünen Triebe weisen Durchmesser von 5 bis 7 Zentimetern auf. Es sind 17 bis 24 ziemlich niedrige Rippen vorhanden. Die gelblich braunen bis grauen Dornen unterscheiden sich in 1 bis 5 Mitteldornen von 1 bis 3 Zentimeter Länge und 8 bis 12 Randdornen, die 0,5 bis 1,5 Zentimeter lang sind. Ein Cephalium ist nicht vorhanden.
Die weißen bis grünlich braunen Blüten sind 3 bis 4,5 Zentimeter lang und weisen Durchmesser von 1,6 bis 3 Zentimeter auf. Die grünen Früchte sind bis 2 Zentimeter lang und haben ebensolche Durchmesser.

## Verbreitung, Systematik und Gefährdung
Facheiroa squamosa ist im brasilianischen Bundesstaat Bahia in Höhenlagen von 390 bis 1250 Metern verbreitet.
Die Erstbeschreibung als Cereus squamosus  wurde 1908 von Max Gürke veröffentlicht. Pierre Josef Braun und Eddie Esteves Pereira stellten die Art 1989 in die Gattung Facheiroa.  Weitere nomenklatorische Synonyme sind Zehntnerella squamulosa (Gürke) Britton & Rose (1920) und Leocereus squamosus (Gürke) Werderm. (1933). Die Unterart Facheiroa squamosa subsp. polygona (F.Ritter) P.J.Braun & Esteves ist ein taxonomisches Synonym von Facheiroa squamosa.
In der Roten Liste gefährdeter Arten der IUCN wird die Art als „Least Concern (LC)“, d. h. als nicht gefährdet geführt.

## Nachweise